# Ctenophorus maculatus
Ctenophorus maculatus är en ödleart som beskrevs av Gray 1831. Ctenophorus maculatus ingår i släktet Ctenophorus och familjen agamer.

## Underarter
Arten delas in i följande underarter:
- C. m. badius
- C. m. dualis
- C. m. griseus
- C. m. maculatus